# Veratrum albiflorum
Veratrum albiflorum là một loài thực vật có hoa trong họ Melanthiaceae. Loài này được Tolm. miêu tả khoa học đầu tiên năm 1962.